# Wąsosz (ville)
Pour les articles homonymes, voir Wąsosz.
Wąsosz (en allemand : Herrnstadt) est une ville de Pologne, située dans la voïvodie de Basse-Silésie. Elle est le siège de la gmina de Wąsosz, dans le powiat de Góra.

## Géographie
La ville se situe dans la région historique de Basse-Silésie, sur la rivière Barycz, à environ 20 km au sud-est de Góra.

## Histoire

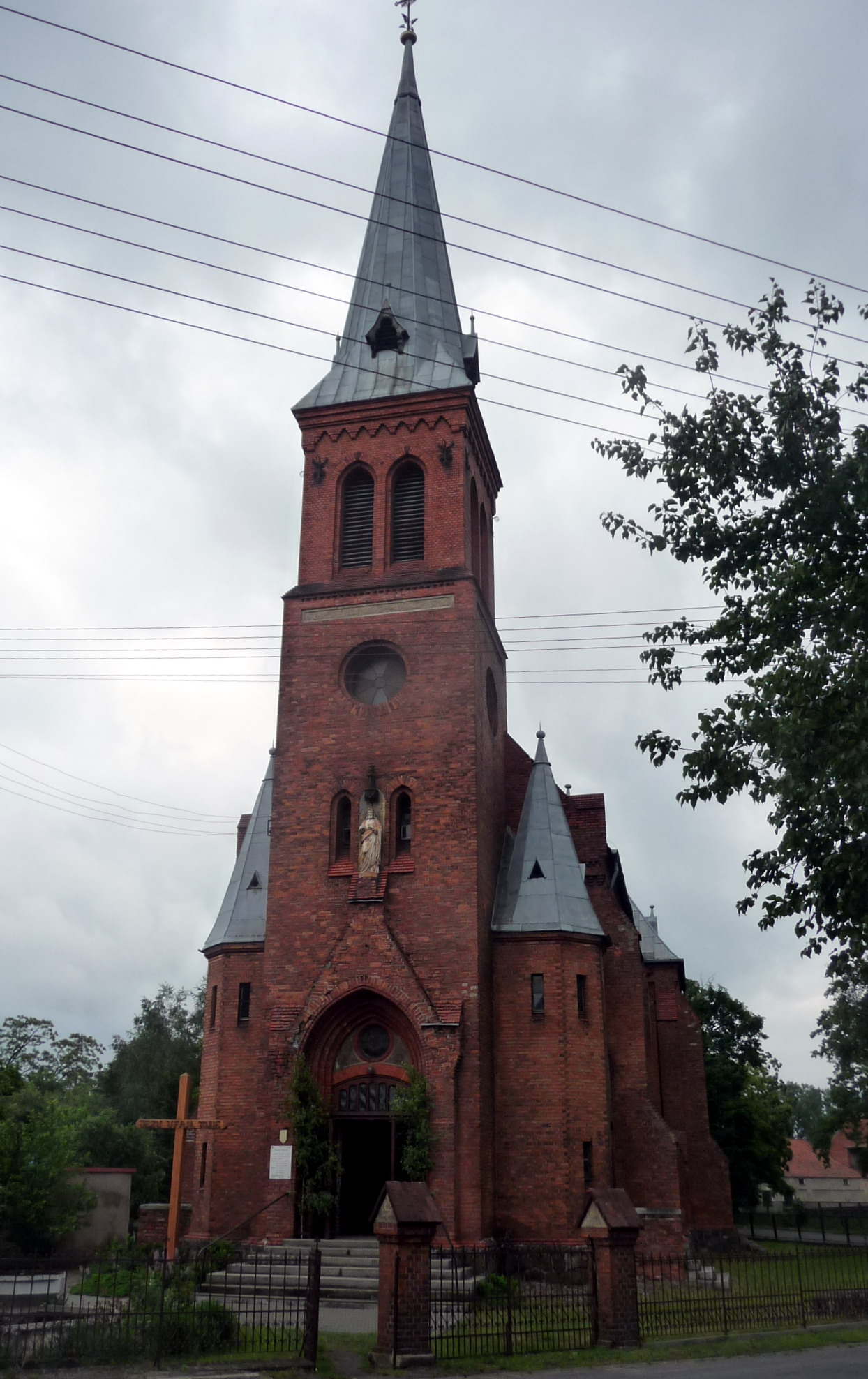
Église Saint-Joseph.

La ville a été fondée en 1290 par le duc silésien Henri III de Głogów et elle reçoit le privilège urbain selon le droit de Magdebourg. Une forteresse, mentionnée pour la première fois en 1292, se dressait déjà autrefois à cet endroit. La ville a été assiégée pendant les croisades contre les hussites, en 1432. 
Vers 1520, le château de Wąsosz appartenait au diocèse de Wrocław ; plus tard, il revint au duché de Liegnitz. Durant la guerre de Sept Ans, en 1759, la chapelle est endommagée par des tirs d'artillerie des forces russes. Du congrès de Vienne en 1815 jusqu'à la fin de la Seconde Guerre mondiale, la ville était incorporée à l'arrondissement de Guhrau dans le district de Breslau au sein de la Silésie prussienne.
Au printemps 1945, l'Armée rouge conquiert Herrnstadt ; la ville fut rattachée à la république de Pologne et la population germanophone restante était expulsée.

## Personnalités liées
- Kuno Fischer (1824–1907), philosophe allemand